# Kettle Falls Bridge
Die Kettle Falls Bridge ist eine zweispurige Straßenbrücke über den Columbia River, der hier zum Franklin Delano Roosevelt Lake aufgestaut ist. Sie liegt am östlichen Ende des über 240 Kilometer langen Stausees, etwa fünf Kilometer nordwestlich von Kettle Falls, Washington und führt den U.S. Highway 395 sowie die Washington State Route 20. Die Gerberträger-Fachwerkbrücke wurde bis 1941 im Zuge der Errichtung der Grand-Coulee-Talsperre zusammen mit der parallel verlaufenden Kettle Falls Railroad Bridge vom Bureau of Reclamation gebaut und ersetzte eine für den Stausee zu niedrige Straßenbrücke aus dem Jahre 1929. Die Brücke steht unter der Verwaltung des Washington State Department of Transportation und wurde 1995 durch Aufnahme ins National Register of Historic Places unter Denkmalschutz gestellt.

## Geschichte
| Columbia River |

| Columbia River |

| Yakima River |

| Snake River |

| Mount Rainier |

| Grand-Coulee-Talsperre |

| Kettle Falls Bridge |

| Mount Rainier |

| Portland |

| Yakima |

| Walla Walla |

| Kennewick |

| Spokane |

| Colfax |

| Ritzville |

| Seattle |

| Laurier |

| Colville |

| Chewelah |

| Puget Sound |

| Kaskaden- kette |

| Oregon |

| Washington |

Mit dem Ausbau des Straßennetzes im Bundesstaat Washington entstand in den 1910er Jahren unter anderem im Ostteil mit dem Inland Empire Highway eine Nord-Süd-Verbindung von der kanadischen Grenze bei Laurier über Spokane nach Kennewick – eine parallele Route führte von Spokane nach Walla Walla – und weiter westwärts nach Yakima. Die Straßen waren damals noch hauptsächlich Schotterpisten und die Flussquerungen wurden durch Autofähren realisiert. In den 1920er Jahren begann man mit der Asphaltierung und errichtete die ersten Straßenbrücken, so zum Beispiel die Pasco–Kennewick Bridge (1922) über den Unterlauf des Columbia. Im nördlichen Teil der 1923 in State Road No. 3 umbenannten Schnellstraße musste auf dem Weg von Colville zur kanadischen Grenze der Oberlauf des Columbia überquert werden, wo 1929 unweit der Stromschnellen Kettle Falls eine erste 372 Meter lange Fachwerk-Stahlbrücke errichtet wurde.
Als Teil des Columbia Basin Project wurde ab 1933 am nördlichen Ende der Grand Coulee die gleichnamige Talsperre am Columbia River errichtet, die den Oberlauf des Columbia Rivers und Teile des Spokane Rivers zum über 240 Kilometer langen Franklin Delano Roosevelt Lake aufstauen sollte und dessen nördlicher Teil auch die Kettle Falls und die dortige Straßenbrücke überfluten würde. Da auch die Verlegung von mehreren Eisenbahnstrecken nötig wurde, plante das Bureau of Reclamation eine neue kombinierte Eisenbahn- und Straßenbrücke an den Kettle Falls. Da aber keine Einigung über die Nutzungsbedingungen mit der Great Northern Railway erzielt werden konnte, entschied man sich für den Bau zweier separater parallel verlaufender Brücken, die flussaufwärts direkt neben der alten Straßenbrücke bis 1941 errichtet wurden. Die Brücke von 1929 riss man vor dem Ansteigen des Stausees ab.
Mit der Einführung des United States Numbered Highway Systems wurde die Kettle Falls Bridge Teil des U.S. Highway 395, der große Teile der State Road No. 3 einschloss sowie in Washington größtenteils dem Verlauf des ehemaligen Inland Empire Highways folgt – von Spokane aus über die westlichen Route via Ritzville nach Kennewick – und sich heute bis nach Kalifornien zur Mojave-Wüste erstreckt. Durch den Bau eines dritten Laufwasserkraftwerks an der Grand-Coulee-Talsperre wurde in den Frühjahren 1966–1974 die Reduzierung des Stausees notwendig, was zur teilweisen Freilegung der ehemaligen Stromschnellen führte, die oberhalb der Brücken wieder sichtbar wurden. Im Jahre 1995 wurde die Brücke ins National Register of Historic Places (NRHP# 95000260).

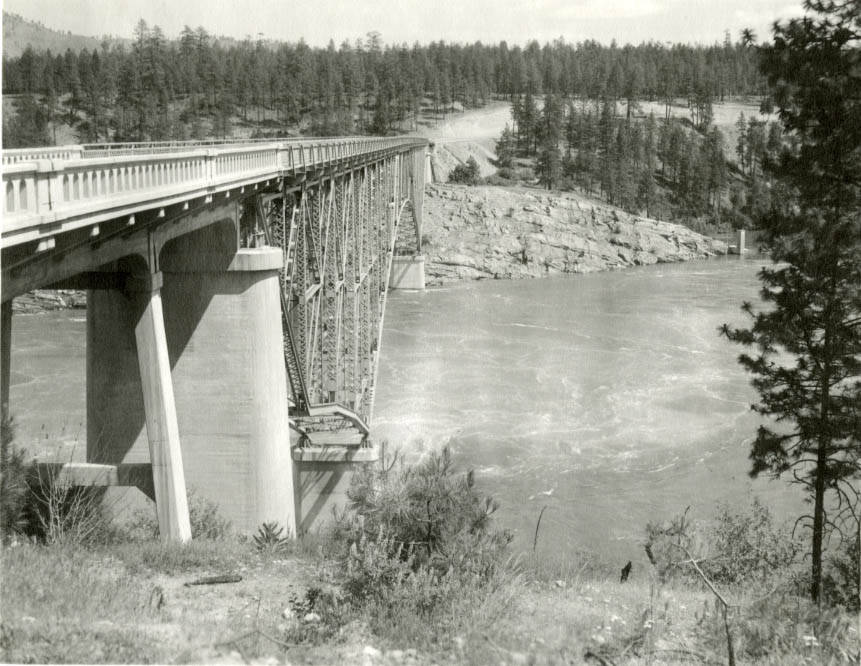
Die erste Straßenbrücke von 1929 an den Kettle Falls (Foto von 1938)
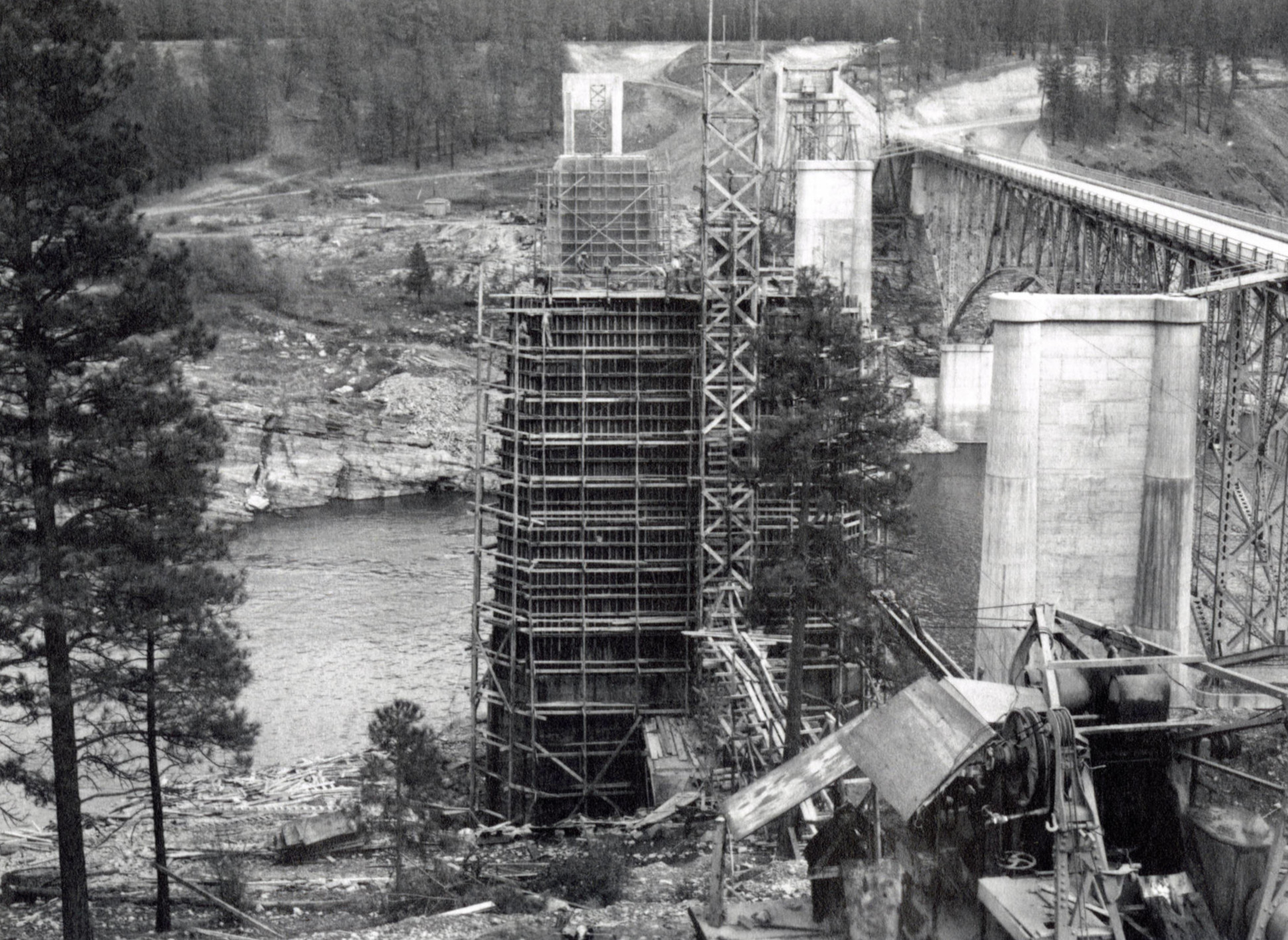
Bau der neuen Brückenpfeiler 1940 bis auf Höhe der alten Straßenebene (Blick nach Osten)
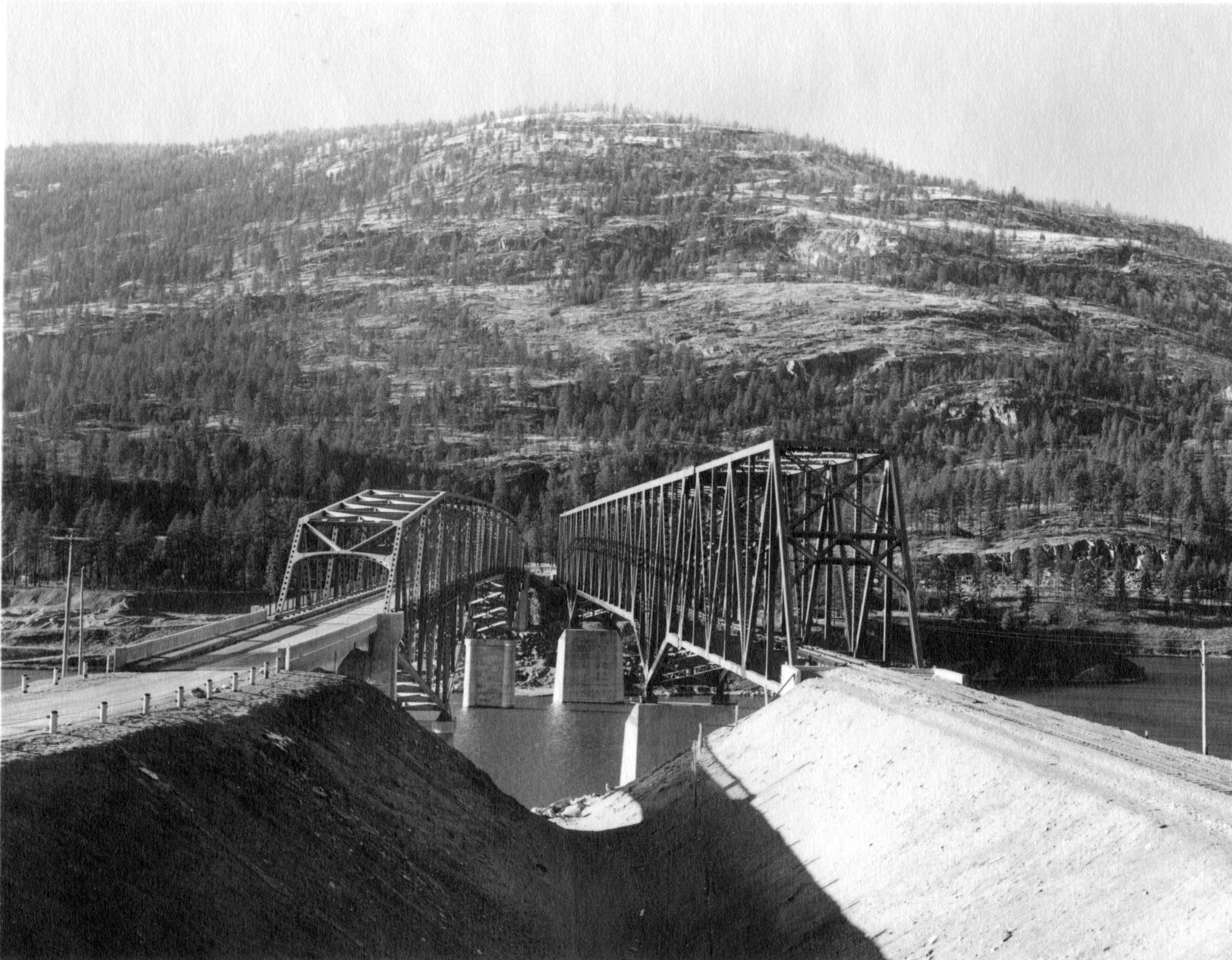
Die fertigen Brücken Ende 1941, alte entfernt (links Straßenbrücke, Blick nach West)
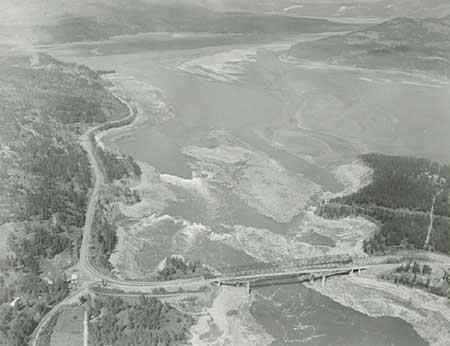
Tlw. Freilegung der Kettle Falls beim Ausbau der Grand-Coulee-Talsperre im Frühjahr 1969

## Beschreibung
Das zentrale Element der Kettle Falls Bridge ist ein symmetrischer Stahl-Gerberträger von insgesamt 320 m Länge. Er gliedert sich in zwei Fachwerkträger auf den beiden Strompfeilern, die jeweils einen 69 m langen Ankerarm (AA) zum Ufer hin und einen 46 m langen Auslegerarm (CA) zur Flussmitte hin bilden. Dazwischen ist ein 91 m langer parallelgurtiger Fachwerk-Einhängeträger (SS) gelenkig montiert, wodurch eine 183 m breite Hauptöffnung zwischen den Pfeilermittelachsen entsteht. Einschließlich einiger kurzer Balkenträger für die Zufahrten hat die Brücke eine Gesamtlänge von 386 m.

U.S. Highway 395 in Washington

Washington State Route 20

Der Gerberträger besitzt einen geraden Obergurt, der sich nur an den Enden leicht neigt und zu dem die Fahrbahn parallel in Höhe des Untergurtes des Einhängeträgers verläuft. Zu den Pfeilerauflagern vergrößert sich die Höhe der äußeren Fachwerkträger auf etwa das Doppelte des Einhängeträgers, wodurch eine charakteristische Dreiecksform unterhalb der Fahrbahn entsteht. Ein ähnliches Design wählte das Washington Department of Highways unter anderem für die Deception Pass Bridge (1935) und Grand Coulee Bridge (1936), wobei bei ersterer die Fahrbahn auf dem Obergurt verläuft und die Krümmung des Untergurtes am Einhängeträger fortgeführt wird.

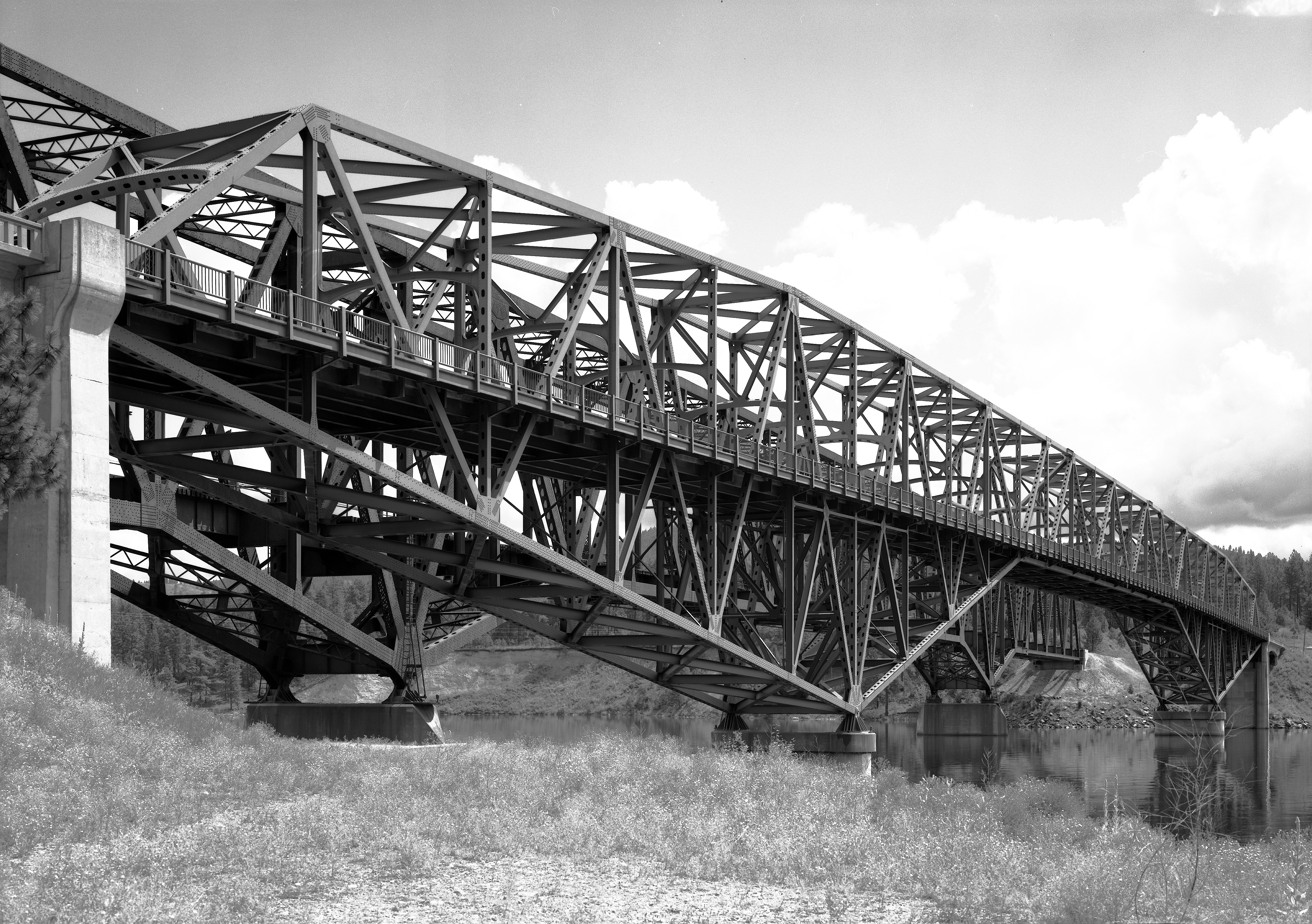
Westseite des Stahlträgers, 1993
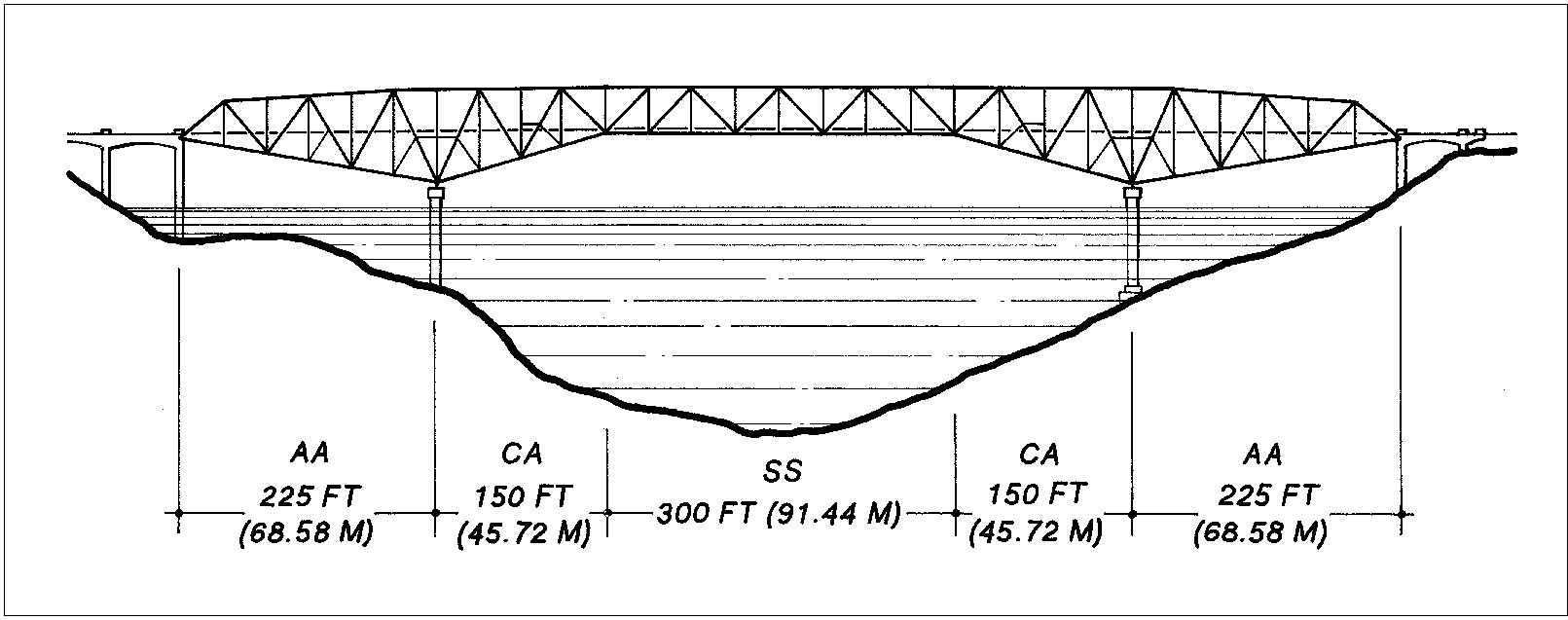
Vereinfachte schematische Zeichnung des Gerberträgers (Blick flussabwärts, links die Ostseite)
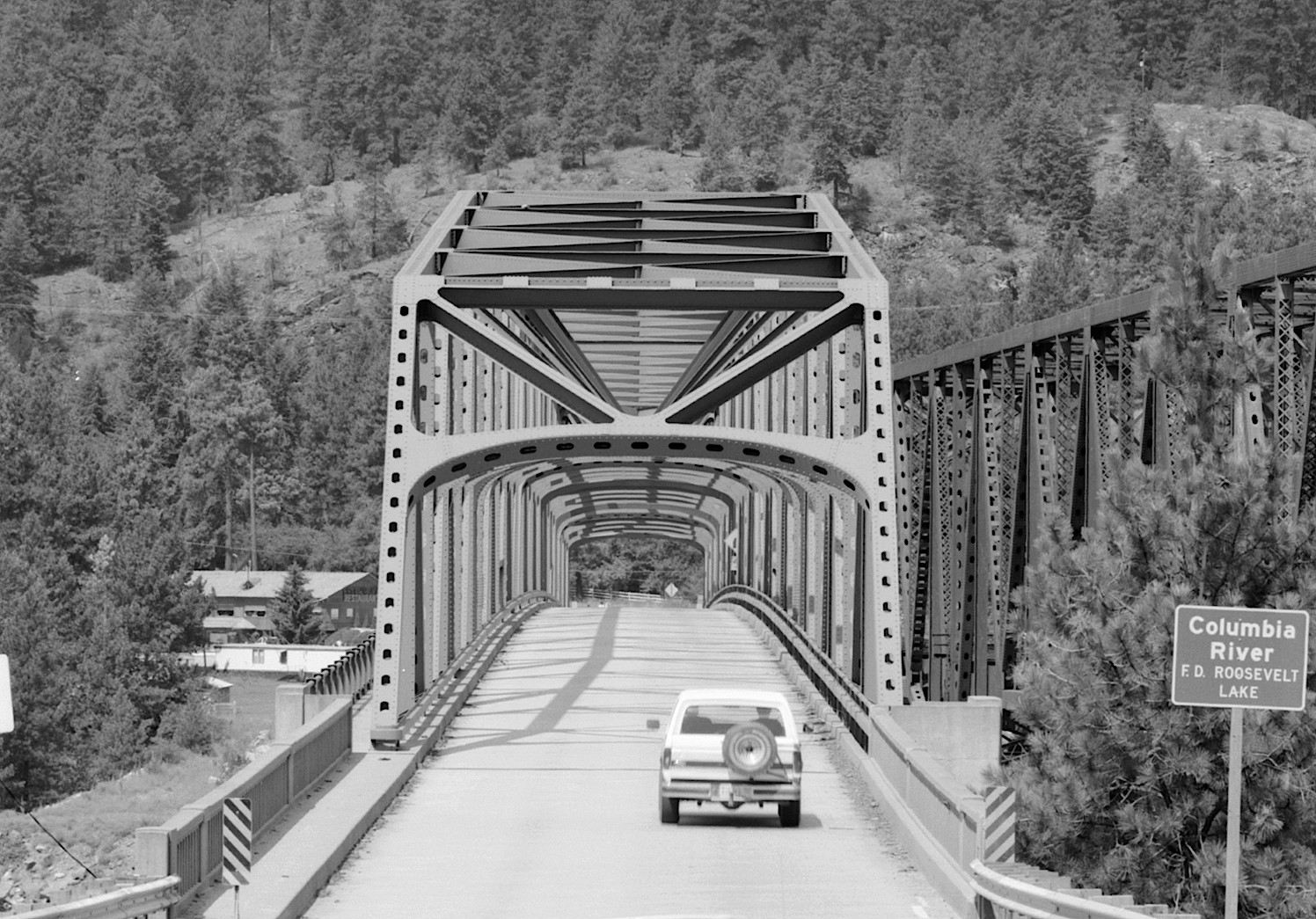
Ostportal, rechts die Eisenbahnbrücke

Die zwei großen Strompfeiler wurden direkt auf dem Grundgestein des Flussbettes errichtet. Bei normalem Wasserstand des Stausees beträgt die lichte Höhe unterhalb des Untergurtes des Einhängeträgers um die 15 Meter, wobei sich der Wasserstand des Columbia durch die Grand-Coulee-Talsperre hier um über 30 Meter erhöhte. Die Fahrbahn hat zwischen den Bordsteinen eine Breite von 7,3 m und bietet Platz für zwei Fahrstreifen. An den Außenseiten des Fachwerkträgers ist an zusätzlichen Auslegern auf der Südseite ein 1,1 m breiter Fußweg mit abschließendem Geländer angebracht.
Die Brücke wird heute vom Washington State Department of Transportation betrieben und hatte 2012 ein tägliches Verkehrsaufkommen von etwa 4300 Fahrzeugen. Auf der Westseite trifft die Washington State Route 20 (Ost-West) auf den U.S. Highway 395 (Nord-Süd), die von hier für 20 Kilometer nach Osten bis Colville gemeinsam verlaufen.